# Evolve (Promotion)
Evolve (stilisiert EVOLVE) war eine US-amerikanische Wrestling-Promotion mit Sitz in Philadelphia, Pennsylvania. Sie wurde 2010 vom ehemaligen Ring of Honor-Booker Gabe Sapolsky gegründet. Dieser war zugleich Vizepräsident von Dragon Gate USA (DGUSA), so dass es mit dieser Promotion eine enge Zusammenarbeit gab. 2015 arbeitete die Promotion mit WWE zusammen. WWE nutzte die Promotion als Nachwuchsorganisation. Am 2. Juli 2020 kaufte sie die Promotion schließlich auf.

## Geschichte
Gabe Sapolsky kündigte 2009 eine neue Wrestling-Promotion an, bei der Jimmy Jacobs nach seinem Ausstieg bei Ring of Honor antreten wollte. In den nächsten Wochen folgten weitere Videos sowie diverse Blogs von Wrestlern, die mit der neuen Promotion mit Namen Evolve zusammen arbeiten wollten.
Evolve wurde offiziell von Gabe Sapolsky, Davey Richards und Sal Hamaoui gegründet, wobei Davey Richards nur bei der Debütveranstaltung dabei war und anschließend zurück zu ROH ging. Die Debütveranstaltung fand am 16. Januar 2010 in Rahway, New Jersey statt. Gabe Sapolsky war der Booker, während Sal Hamaoui sich auf die DVD-Produktion und die Ausstrahlungsrechte konzentrierte. Einen festen Abstand zwischen den Veranstaltungen gab es nicht. Sie fanden unregelmäßig alle paar Monate statt. Dabei konzentrierte man sich auf die Ostküste der Vereinigten Staaten von Florida bis New Jersey.
2011 wurden die Roster von Dragon Gate USA und Evolve vereinigt. Gleichzeitig erkannte Evolve damit alle Titel von Dragon Gate USA an. Die Events wurden jedoch weiterhin unabhängig voneinander abgehalten. 2013 wurde die Evolve Championship als erster Titel eingeführt. Dazu fand ein Turnier statt, bei dem sich A.R. Fox als erster Champion krönen durfte. Spätere Titelhalter wurden unter anderem Drew Galloway (der spätere Drew McIntyre), Matt Riddle, Austin Theory und Fabian Aichner. Im gleichen Jahr gründete der ehemalige WCW-Wrestler Vito LoGrasso eine Wrestlingschule, die mit Dragon Gate USA und Evolve zusammenarbeitete.
2014 fand eine gemeinsame Tour von Evolve, DGUSA, Full Impact Pro (FIP) und Shine Wrestling durch China statt, die unter der Promotion WWNLive veranstaltet wurde. Dies sollte der Auftakt zu einer häufiger stattfindenden Veranstaltungsreihe werden, die jedoch auf Grund der späteren Entwicklungen in allen Promotions nicht umgesetzt werden konnte. Es kam noch zur Aufnahme eines Trainingsbetriebs einer WWNLive-Einrichtung in Trinity, Florida, die als Talentschmiede für die vier Promotions dienen sollte.
Nach dem Ende von Dragon Gate USA 2015 wurde eine Geschäftsbeziehung mit WWE etabliert. Hintergrund waren finanzielle Probleme der Independent-Liga. So gab es einen Austausch von Evolve-Talenten und WWE-NXT-Wrestlern. So traten Sami Zayn, Chad Gable und Jason Jordan bei Evolve auf. Bei Evolve 54 gab es einen Gastauftritt von den NXT-Offiziellen Triple H und William Regal. Auch fanden Qualifying Matches für WWEs Cruiserweight Classic bei Evolve statt. WWE nutzte die Promotion auch als Entwicklungsliga für neue Talente. Unter anderem kamen Johnny Gargano, Apollo Crews, Drew Gulak, Keith Lee und Ricochet von Evolve zu WWE. 2016 gingen die Streaming-Rechte an FloSports.
Am 12. Juli 2019 wurde das zehnjährige Jubiläum der Schwester-Promotion Dragon Gate USA gefeiert. Zu diesem Anlass gab es die Großveranstaltung Evolve's 10th Anniversary Celebration, auch bekannt als Evolve 131. Das Event wurde exklusiv auf dem WWE Network ausgestrahlt und war damit der erste Independent-Event, der nicht aus dem WWE-Universum stammt und dort ausgestrahlt wurde. Aus dem damaligen WWE-Programm traten Adam Cole, Matt Riddle, Akira Tozawa und Drew Gulak an.
Am 2. Juli 2020 wurde bekannt gegeben, dass WWE die Rechte an der Promotion aufgekauft hatte. Die letzte Veranstaltung war damit am 1. März 2020 Evolve 146 in Melrose, Massachusetts. Hintergrund waren die Umsatzeinbußen während der COVID-19-Pandemie in den Vereinigten Staaten. Eine Veranstaltung während der WrestleMania-Woche musste abgesagt werden und abseits der Liveshows hatte die Promotion keine Einnahmequellen mehr. Die Videobibliothek der Promotion ging damit vollständig an WWE.

## Stil
Der Wrestling-Stil der Promotion war näher am Mixed Martial Arts und am Boxen angelegt und gaukelten einen wettbewerbsähnlichen Charakter vor. So fanden die Showkämpfe in verschiedenen Divisionen statt und eine Siege-/Niederlagen-Bilanz hatte entscheidenden Einfluss aufs Booking. Auch bei den Veranstaltungen ließ man sich von der UFC beeinflussen und nummerierte die Events durch.

## Ehemalige Titel
| Championship                       | Letzter Champion                                       | Eingestellt     | Ort                        | Anmerkungen |
| ---------------------------------- | ------------------------------------------------------ | --------------- | -------------------------- | --- |
| Evolve Championship                | Josh Briggs                                            | 2. Juli 2020    | New York City NY           | Besiegte Austin Theory bei Evolve 139.                                                                                                |
| Evolve Tag Team Championship       | The Besties in the World (Davey Vega and Mat Fitchett) | 2. Juli 2020    | Chicago, IL                | Besiegten A. R. Fox und Leon Ruff bei Evolve 142                                                                                      |
| WWN Championship                   | Austin Theory                                          | 13. Juli 2019   | Philadelphia, Pennsylvania | Besiegte JD Drake bei Evolve 131 in einem Title Unification Match, bei dem Theorys Evolve Championship ebenfalls auf dem Spiel stand. |
| Open the Freedom Gate Championship | Timothy Thatcher                                       | 15. August 2015 | Woodside, Queens           | Besiegte Drew Galloway bei Evolve 45. Thatcher hübergab den Titel Johnny Gargano, womit er vakant und später inaktiv wurde.           |
| Open the United Gate Championship  | Ronin (Johnny Gargano and Rich Swann)                  | 30. Mai 2015    | Woodside, Queens           | Besiegten die Premier Athlete Brand (Anthony Nese and Caleb Konley) bei Evolve 42. Gargano erklärte den Titel für vakant und inaktiv. |